# Gare de Pontgibaud
La gare de Pontgibaud est une gare ferroviaire française de la ligne d'Eygurande - Merlines à Clermont-Ferrand située sur le territoire de la commune de Pontgibaud dans le département du Puy-de-Dôme en région Auvergne-Rhône-Alpes.
C'est une halte de la Société nationale des chemins de fer français (SNCF), desservie par des trains TER Auvergne-Rhône-Alpes.

## Situation ferroviaire

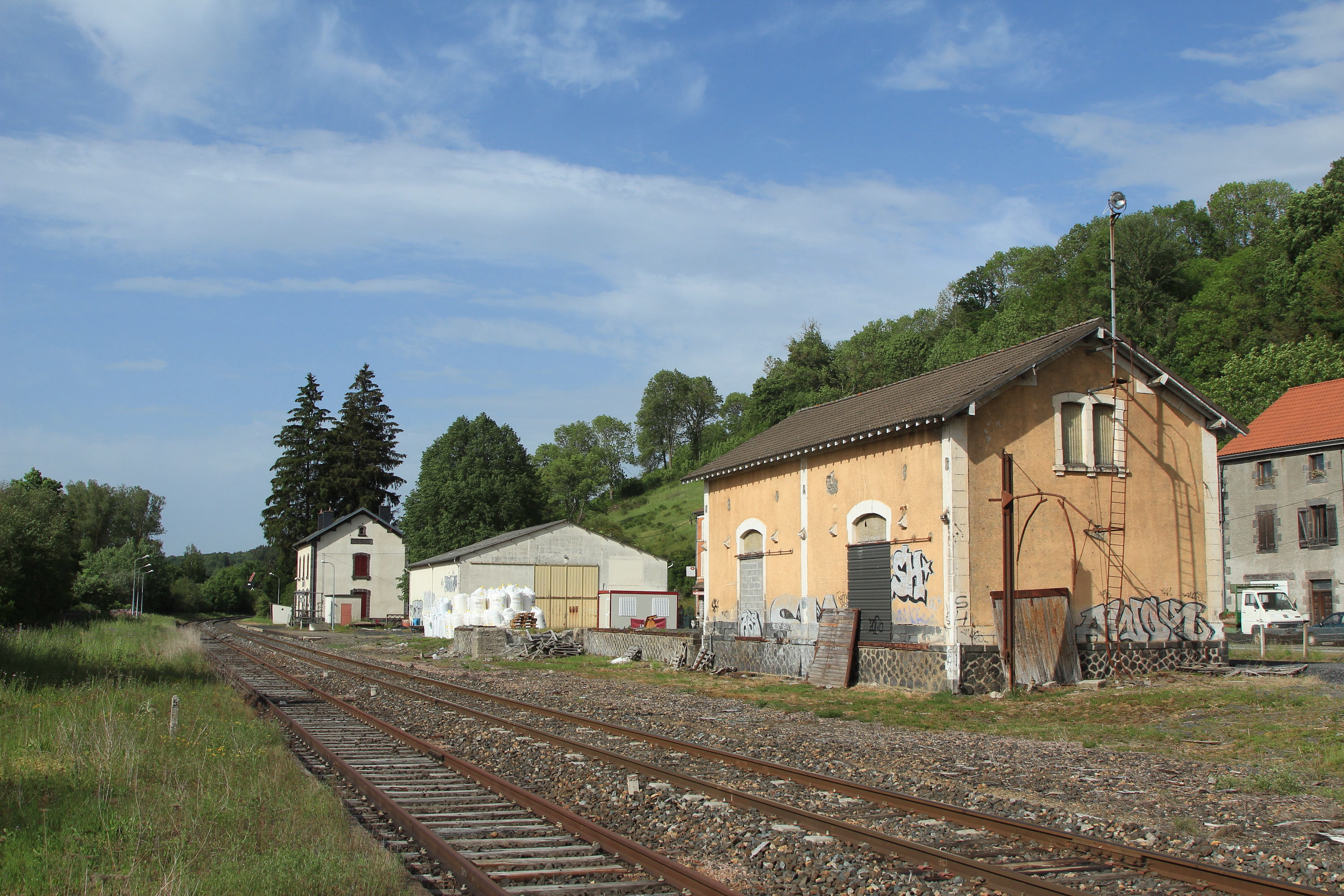
Vue générale de la gare.

Établie à 673 mètres d'altitude, la gare de Pontgibaud est située au point kilométrique (PK) 468,626 de la ligne d'Eygurande - Merlines à Clermont-Ferrand, entre les gares ouvertes de La Miouze - Rochefort et du Vauriat.

## Service des voyageurs

### Accueil
Arrêt Routier, c'était un point d'arrêt non géré (PANG) à entrée libre.

### Desserte
Pontgibaud était desservie par les trains TER Auvergne-Rhône-Alpes,  Le Mont-Dore à Clermont-Ferrand.

### Intermodalité
La gare est située à 1,5 km du centre ville de Pontgibaud. Un parking pour les véhicules y est aménagé.